# دیسکاوری هاربور (هاوایی)
دیسکاوری هاربور (به انگلیسی: Discovery Harbour) یک منطقهٔ مسکونی در ایالات متحده آمریکا است که در هاوایی واقع شده‌است. دیسکاوری هاربور ۹۴۹ نفر جمعیت دارد و ۳۴۸٫۰۹ متر بالاتر از سطح دریا واقع شده‌است.